# 제3차 중국의 베트남 지배
제3차 중국의 베트남 지배는 중국의 베트남 지배 시기 중 세 번째 기간을 말한다. 이 시기는 602년 전 리 왕조의 멸망부터 10세기 초 현지 쿡씨 가문과 다른 베트남 세력의 부상까지 이어진다. 쿡씨는 사실상 독립적이었지만, 북중국 왕조의 이름으로 절도사로서 계속 통치했던 현지 한화된 엘리트 집단이었다. 남한 (십국)은 930년에 쿡씨를 권좌에서 제거했지만, 응오꾸옌이 938년 박당강 전투 (938년)에서 남한 (십국)을 패퇴시키면서 발생한 봉기로 인해 이 지역에 대한 통제력을 상실했다. 이 시기에는 현재의 베트남 북부를 세 개의 중국 황조, 즉 수나라, 당나라, 무주가 통치했다. 수나라는 602년부터 618년까지 베트남 북부를 통치했고, 605년에는 베트남 중부를 잠시 재점령했다. 이어진 당나라는 621년부터 690년까지, 그리고 705년부터 880년까지 베트남 북부를 통치했다. 690년부터 705년 사이에는 무주가 당나라의 통치를 잠시 중단시켰지만, 베트남에 대한 중국의 지배는 유지되었다.

## 역사

### 수나라의 통치
500년대 후반에 교주 (중국)(베트남 북부)는 현지화된 중국 왕조인 전 리 왕조에 의해 자율적으로 통치되었다. 수나라가 중국에서 권력을 강화하면서 리팟뜨는 589년에 수나라의 종주권을 인정했다. 602년에 리팟뜨가 공개적으로 반란을 일으키자 수 문제는 장군 류팡과 27,000명의 병력을 파견하여 이 지역을 정복했다. 605년에 양견은 더 남쪽으로 나아가 베트남 중부의 참파 심하푸라 왕국을 침공하여 잠시 행정부를 설치하고 국가를 Tỷ Ảnh, Hải Âm, Tượng Lâm의 세 군으로 나누었다.
류팡은 교주 총독으로 임명되었다. 그는 참파에서 북쪽으로 돌아오던 중 사망했고, 구화(丘和)가 그를 대신하여 이 땅을 통치했다. 그러나 618년에 당 고조가 수나라를 무너뜨리고 당나라를 세웠다. 구화는 618년에 소선의 제국에 처음 복속했다가 622년에 당 황제에게 복종하여 베트남 북부를 당나라에 편입시켰다. 지우전(오늘날의 타인호아)의 현지 통치자 Lê Ngọc은 소선에게 충성하며 3년 더 당나라에 맞서 싸웠다.

### 당나라의 통치
627년에 당 태종은 지방 수를 줄이는 행정 개혁을 단행했다. 679년에 교주는 안남도호부로 대체되었다. 이 행정 단위는 중앙아시아의 안서도호부와 북한의 안동도호부처럼 당나라가 변방의 비중국인 인구를 통치하는 데 사용되었다. 4년마다 "남부 선발"을 통해 원주민 족장들을 5품 이상 관직에 임명했다. 세금은 제국 본토보다 완만하여, 추수세는 표준 세율의 절반이었는데, 이는 비중국인 인구를 통치하는 데 내재된 정치적 문제를 인정한 것이었다. 베트남의 타이족, 비엣족 등 원주민 소녀들도 노예 상인들의 표적이 되었다. 베트남 부족의 여성들은 당나라 시대 대부분 동안 일상적인 가정 노예와 하녀로 사용되었을 가능성이 높다.
한나라 이래 처음으로 중국식 학교가 세워졌고, 수도인 송핑(나중에 다이 라)을 보호하기 위해 둑이 건설되었다. 홍강 삼각주는 제국 남부에서 가장 큰 농업 평야였으며, 남쪽과 남서쪽의 참파 및 첸라로 이어지는 도로와 인도양으로 연결되는 해로가 있었다. 안남에서는 불교가 번성했지만, 당나라의 공식 종교는 도교였다. 당나라 시대에 베트남 북부에서 중국, 스리위자야, 인도, 스리랑카로 여행한 승려가 최소 6명 있었다. 유교 학문과 과거 시험에 참여한 원주민은 거의 없었다.

### 반란과 주요 사건
687년에 리족 족장 리 뜨띠엔은 안남의 총독 류옌유가 세금을 두 배로 늘리자 당나라에 반란을 일으켰다. 류옌유는 리를 죽였지만 반란을 막지 못하고 살해되었다. 차오쉬안징은 안남으로 진군하여 반란을 진압하고 반란 지도자 딘끼엔을 처형했다.
722년에 지우데(오늘날의 하띤성)의 마이툭로안은 중국 통치에 대항하여 대규모 반란을 일으켰다. 그는 자신을 "검은 황제"(Hắc Đẽ)라고 칭하며 23개 군에서 40만 명의 사람들을 규합하여 동참시켰고, 참파와 첸라, 금린("황금 이웃")이라는 미지의 왕국 및 기타 알려지지 않은 왕국들과도 동맹을 맺었다. 양자수 장군 휘하의 10만 명 당군은 당나라에 충성했던 수많은 산악 부족민들을 포함하여 마원이 건설한 옛 길을 따라 해안을 직접 따라 진군했다. 양자수는 마이툭로안을 기습 공격하여 723년에 반란을 진압했다. 검은 황제와 그의 추종자들의 시신은 거대한 언덕을 이루도록 쌓여 대중에게 전시되어 추가 반란을 막았다. 이후 726년부터 728년까지 양자수는 북부에서 리족과 농족이 일으킨 다른 반란들을 진압했는데, 이들은 첸싱판과 펑린이 이끌었고 "남월 황제"라는 칭호를 선포하여 8만 명의 사망자를 더 발생시켰다.
755년 안사의 난으로 인해 안남도호부의 이름이 잠시 진남도호부(남방을 수호하는)로 변경되었다. 767년에 베트남 북부 해안은 샤일렌드라 왕조/자바 군대에 의해 침공당했지만, 중국 장군 장보이에 의해 격퇴되었다. 785년에 원주민 족장 도아인한과 풍흥은 당나라 총독 고정핑의 세금 두 배 인상으로 인해 반란을 일으켰다. 당군은 791년에 안남을 탈환했다. 803년과 809년에 참파는 안남 남부를 습격했다. 수비 요새에서 일하던 병사들도 반란을 일으켰다. 803년부터 863년까지 현지 반란군들은 안남의 도호장군 최소 6명을 살해하거나 추방했다. 820년에 즈엉탄은 송핑을 점령하고 도호장군을 살해했다. 즈엉탄은 잔인함 때문에 인기가 없었고 곧 현지인들에게 처형되었지만, 이 지역은 다음 16년 동안 계속 혼란을 겪었다.

### 남조의 침공

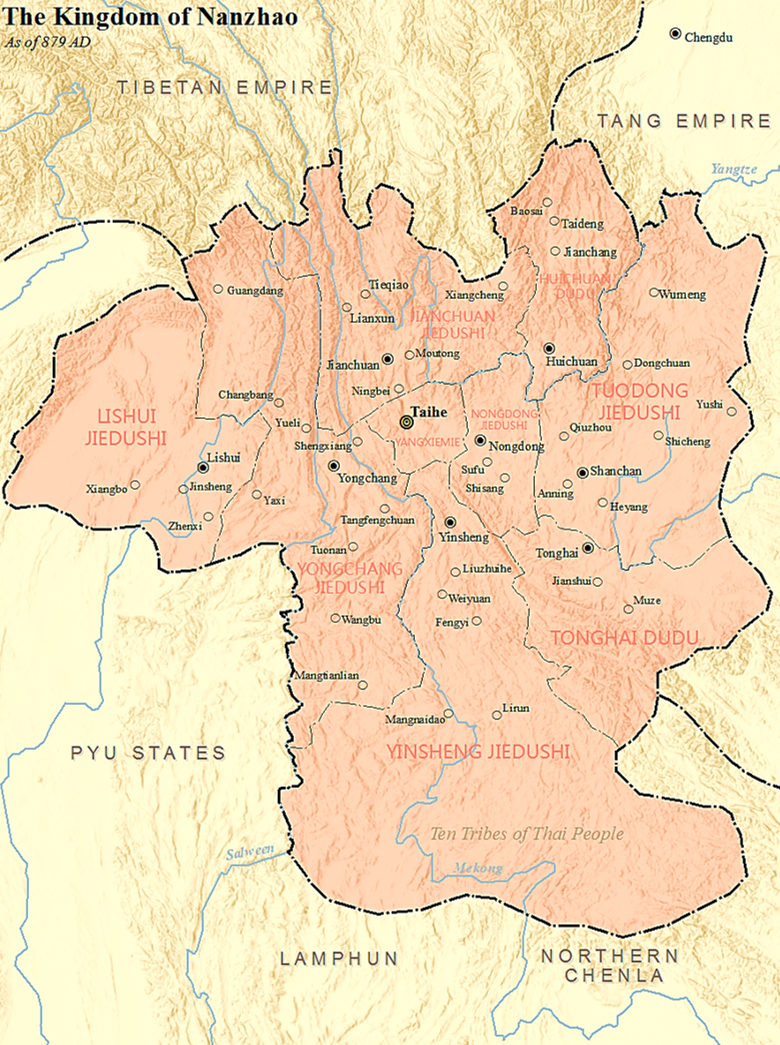
남조 (왕국) 왕국

854년에 안남의 새 총독인 리줘는 소금 무역을 줄이고 강력한 족장들을 살해함으로써 산악 부족들과 적대적 갈등을 일으켰고, 이는 저명한 현지 지도자들이 남조 (왕국)으로 이탈하는 결과를 낳았다. 현지 족장 리 도둑, 도씨 가문, 군벌 추다오꾸 등은 남조에 복종하거나 동맹을 맺었다. 858년에 그들은 안남의 수도를 약탈했다. 같은 해 당 조정은 왕사를 안남의 군사 총독으로 임명하여 질서를 회복하고 송핑의 방어를 강화하고자 했다. 왕사는 860년 후반에 저장에서 발생한 추푸의 반란을 처리하기 위해 소환되었다. 이후 베트남 북부는 다시 혼란과 소란에 빠졌다. 새로운 중국 군사 총독 리후는 저명한 현지 족장 도수증을 처형하여 안남의 많은 강력한 현지 씨족들을 소외시켰다. 남조 군대는 처음에 현지인들에게 환영받았고, 그들의 연합군은 861년 1월 송핑을 점령하고 리후를 도주하게 만들었다. 당나라는 861년 여름에 이 지역을 되찾는 데 성공했다. 863년 봄에 남조와 반란군 5만 명이 양쓰진과 단추첸 장군 휘하에 송평 공방전을 시작했다. 중국 군대가 북쪽으로 철수하면서 1월 말에 도시는 함락되었다. 안남도호부는 폐지되었다.
당나라는 864년 9월에 북방에서 괵튀르크족과 탕구트와 싸웠던 경험 많은 장군 고변 휘하에 반격을 시작했다. 865년 겨울부터 866년까지 고변은 송핑과 베트남 북부를 탈환하고 남조를 이 지역에서 몰아냈다. 고변은 남조와 동맹을 맺었던 현지인들을 처벌하고, 추다오꾸와 3만 명의 현지 반란군을 처형했다. 868년에 그는 이 지역을 "정해군" (징하이관)으로 개칭했다. 그는 송핑에 성채를 재건하고 다이 라라고 이름 붙였으며, 손상된 성벽 5,000미터를 수리하고 주민들을 위해 40만 칸의 가옥을 재건했다. 그는 이후 베트남인들에게도 높이 존경받았다.

### 중국 통치의 종말
당나라는 874년과 879년에 안남의 현지 족장들에 대한 군사 작전을 계속했다. 877년에 광시 좡족 자치구에 배치된 안남 출신 병사들이 반란을 일으켰다. 880년에 안남의 군대가 반란을 일으켜 다이 라 시를 점령하고 군사 총독 Zeng Gun을 도주하게 하여 베트남에 대한 사실상의 중국 통치를 종식시켰다.
880년경에는 권력이 당나라의 이름으로 통치하는 현지 중국-원주민 엘리트에게로 넘어갔다. 당시 이 지역은 아마도 크라다이어족과 오스트로아시아어족이 우세한 민족 언어적으로 매우 다양했을 것이며, 이들은 역사학자이자 고고학자인 존 믹식이 추측하듯이 중국과 베트남 역사에서 소외되었다. 905년에 쿡트어주라는 지도자가 징하이관의 군사 총독으로 권력을 잡았다. 쿡씨의 기원은 알려지지 않았지만, 그들은 북쪽의 후량 (오대) 조정에 영향력을 행사하여 자신들의 자율성을 유지했다. 930년에 남한 (십국)의 황제 유엄은 징하이를 공격하여 쿡씨 가문을 권좌에서 제거했다. 931년 말에 아이저우(타인호아) 출신의 귀족으로 쿡씨보다 훨씬 덜 중국화된 즈엉딘응에가 반란을 일으켜 남한을 축출했다. 그러나 즈엉딘응에는 937년에 그가 축출했던 중국화된 지도층의 복원을 목표로 한 친중파 지도자에 의해 암살당했다. 즈엉딘응에의 사위인 응오꾸옌은 재빨리 복수파 지도자들을 축출하고 938년 말 박당강 전투 (938년)에서 간섭하는 남한 함대를 격퇴했다. 939년에 그는 스스로 왕(vua)을 칭하고 고대 도시 꼬로아를 수도로 정했다. 징하이 지방은 사실상 독립 국가가 되었고, 이 시점에서 베트남 역사는 독자적인 길을 걷기 시작했다고 볼 수 있다.

## 역대 총독 목록

### 교주 자사
- 류팡
- 구화 (-619) 수나라 시기 (619-626) 당나라 시기
- 이대량
- 이수
- 이도행
- 이도안
- 이건

### 안남 도호
- 류옌유 681-687
- 궈추커

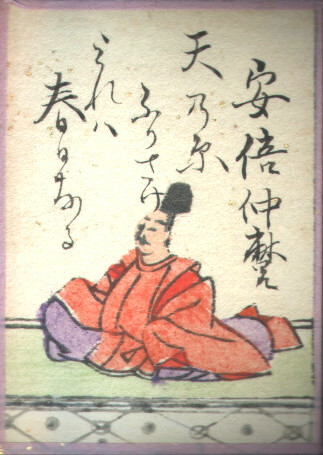
아베노 나카마로는 761년부터 767년까지 베트남 북부의 중국 총독으로 복무했다.

- 아베노 나카마로 761-767 (진남 도호)
- 우충푸 777-782
- 이멍추 782
- 장잉 788
- 팡푸 789
- 가오정핑 790-791
- 자오창 791-802
- 페이 802-803
- 자오창 804-806
- 마쭝 806-810
- 장몐 813
- 페이싱리 813-817
- 이샹구 817-819 - 양칭에 의해 살해됨
- 양칭 819-820 - 반란을 일으키고 구이중우에 의해 살해됨
- 구이중우 819-820
- 페이싱리 820
- 구이중우 820-822
- 왕청볜 822
- 이위안시 822-826
- 한웨 827-828
- 정추오 831
- 류민 833
- 한웨이 834
- 톈자오 835
- 마식 836-840
- 우훈 843
- 페이위안위 846-847
- 톈자이유 849-850
- 추이겅 852
- 이줘 853-855
- 쏭야 857
- 이홍푸 857-858
- 왕사 858-860 (남조 침공 시기 군사 경략사)
- 이후 860-861
- 왕관 861-862
- 차이시 862-863 (군사 경략사)
- 쏭룽 863 (사실상 경략사, 안남 남조 침공)
- 장인 864 (사실상 경략사, 안남 남조 침공)

### 징하이절도사
- 고변 864-866
- 왕옌취안 866
- 고순 868-873
- 쩡군 878-880 (반란군으로 인해 직책 포기)
- 징옌쭝 (敬彥宗)
- 고마오칭 882-883
- 셰자오 (謝肇) 884-?
- 안유취안 897-900
- 쑨더자오 901-?
- 주취안위 905
- 두구쑨 905

### 독립 절도사
- 쿡트어주 905-907
- 쿡하오 907-917
- 쿡트어미 917-930
- 즈엉딘응에 931-937 (자칭)
- 끼에우꽁띠엔 937-938 (자칭)

## 문화와 종교

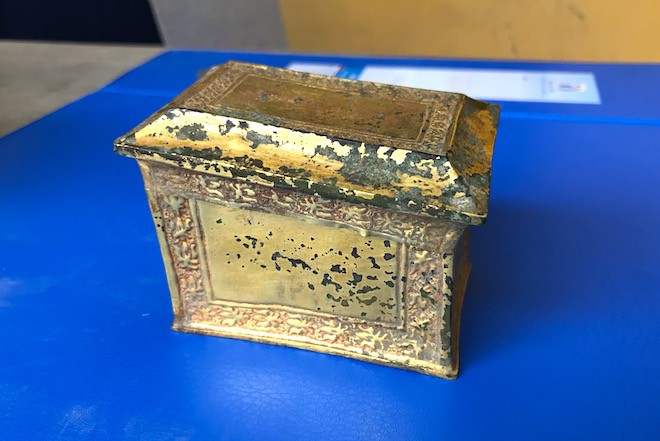
정관 6년(632년)에 제작된 신성한 사리가 담긴 금도금 상자, 응에안, 냔탑 사원.

두 세기 동안 베트남 북부에 대한 당나라의 직접 통치 부활은 하이브리드적인 당-원주민 문화, 정치 및 법률 구조를 초래했다. 현지 한화된 엘리트들은 한자를 사용했고, 일반인과 부족민들은 현재까지도 베트남 이름에 해당하는 개인 이름과 이름 양식을 채택했다. 많은 수의 중국 관리와 병사들이 베트남 북부로 파견되었고, 그들 중 일부는 베트남 여성과 결혼하여 정착했다. 불교는 당나라 시대 내내 베트남 북부에서 번성했다. 일부 중국 승려들이 안남에 와서 중국 불교를 가르쳤다. 베트남 북부의 저명한 중국 승려인 Wu Yantong (d. 820)은 약 5세기 동안 존속한 새로운 선 (불교) 종파를 가져왔다. 베트남 여성들은 종교 생활과 사회에서 큰 역할과 지위를 가졌다. 불교 경전은 한자로 쓰였고, 베트남어 발음으로 암송되었다. 베트남 사원과 수도원은 마을 원로들이 모이는 마을의 영적 중심지인 딘으로서 중국 및 다른 동아시아 국가들과는 다른 역할을 했다.
원주민 유교 학자 엘리트는 매우 적은 수를 유지했다. 845년에 당나라 관료는 황제에게 "안남은 8명 이상의 황실 관료를 배출하지 못했으며, 상급 합격자는 10명을 넘지 않았다"고 보고했다. 리에우 흐우프엉은 816년에 당나라 수도 장안에서 과거 시험에 합격한 베트남 북부 출신 유일한 기록된 학생이었다. 그는 두 번째 시도에서 성공하여 황실 도서관의 사서가 되었다.

## 같이 보기
- 중국의 베트남 지배

### 인용문
1. ↑  Holcombe 2019, 303쪽.
2. ↑  Taylor 1983, 162쪽.
3. ↑  Wright 1979, 109쪽.
4. ↑  Schafer 1967, 74쪽.
5. ↑  Walker 2012, 179쪽.
6. ↑  Taylor 1983, 171쪽.
7. ↑  Taylor 1983, 188쪽.
8. ↑  Schafer 1967, 56쪽.
9. ↑  Schafer 1967, 57쪽.
10. ↑  Taylor 1983, 174쪽.
11. ↑  Kiernan 2019, 111–112쪽.
12. ↑  Holcombe 2019, 304쪽.
13. 1 2 3  Kiernan 2019, 109쪽.
14. ↑  Kiernan 2019, 111쪽.
15. ↑  Taylor 1983, 188–189쪽.
16. 1 2  Taylor 1983, 192쪽.
17. 1 2  Schafer 1967, 63쪽.
18. ↑  Walker 2012, 180쪽.
19. 1 2  Taylor 1983, 193쪽.
20. ↑  Taylor 1983, 197쪽.
21. 1 2  Schafer 1967, 64쪽.
22. ↑  Taylor 1983, 212쪽.
23. ↑  Taylor 1983, 177쪽.
24. 1 2  Kiernan 2019, 114쪽.
25. ↑  Schafer 1967, 65쪽.
26. ↑  Wang 2013, 121쪽.
27. ↑  Kiernan 2019, 118쪽.
28. ↑  Taylor 1983, 241–242쪽.
29. ↑  Taylor 1983, 243쪽.
30. ↑  Wang 2013, 123쪽.
31. ↑  Kiernan 2019, 120–121쪽.
32. ↑  Schafer 1967, 67–68쪽.
33. ↑  Schafer 1967, 68쪽.
34. 1 2  Wang 2013, 124쪽.
35. ↑  Kiernan 2019, 123쪽.
36. ↑  Paine 2013, 304쪽.
37. ↑  Kiernan 2019, 124쪽.
38. ↑  Kiernan 2019, 126쪽.
39. ↑  Clark 2009, 170쪽.
40. ↑  Taylor 1983, 268쪽.
41. ↑  Clark 2009, 171쪽.
42. ↑  Kiernan 2019, 131쪽.
43. 1 2 3 4 5  Walker 2012, 184쪽.
44. ↑  Salmon 2004, 209–211쪽.
45. ↑  Salmon 2004, 209쪽.

### 참고 문헌
- Clark, Hugh (2009), 〈The Southern Kingdoms between the T’ang and the Sung, 907–979〉,   Twitchett, Denis; Fairbank, John K., 《The Sung Dynasty and Its Precursors, 907-1279, Part 1》, New York: Cambridge University Press, 133–205쪽
- Dutton, George E. (2012), 《Sources of Vietnamese Tradition》, Columbia University Press
- Holcombe, Charles (2019), 〈Foreign relation〉,   Dien, Albert E.; Knapp, Keith, 《The Six Dynasties, 220–589》, New York: Cambridge University Press, 296–308쪽
- Kasimin, Amran (1991), 《Religion and social change among the indigenous people of the Malay Peninsula》, Dewan Bahasa dan Pustaka, Kementerian Pendidikan Malaysia, ISBN 9-8362-2265-0
- Kiernan, Ben (2019). 《Việt Nam: a history from earliest time to the present》. 옥스퍼드 대학교 출판부. ISBN 978-0-190-05379-6.
- Paine, Lincoln (2013), 《The Sea and Civilization: A Maritime History of the World》, United States of America: Knopf Doubleday Publishing Group
- Salmon, Claudine (2004), 〈Tang-Viet society as reflected in a Buddhist bell inscription〉,   Shing, Müller; Höllmann, Thomas O., 《Archäologie und Frühe Texte》, Germany: Harrassowitz, 195–216쪽, ISBN 978-3-447-05060-9
- Schafer, Edward Hetzel (1967), 《The Vermilion Bird》, Los Angeles: University of California Press, ISBN 978-0-520-01145-8
- Taylor, Keith Weller (1983), 《The Birth of the Vietnam》, University of California Press, ISBN 978-0-520-07417-0
- Walker, Hugh Dyson (2012), 《East Asia: A New History》, ISBN 978-1-477-26516-1
- Wang, Zhenping (2013). 《Tang China in Multi-Polar Asia: A History of Diplomacy and War》. University of Hawaii Press.
- Wright, Arthur F. (1979), 〈The Sui dynasty (581–617)〉,   Twitchett, Denis Crispin; Fairbank, John King, 《Sui and T'ang China, 589-906 AD, Part One. Volume 3》, Cambridge: Cambridge University Press, 48–149쪽

| 이전 전 리 왕조 | 베트남의 역사 시대 602–905/938 | 이후 쿡씨/응오 왕조 |